# Spoorlijn Rønne - Nexø
De spoorlijn Rønne - Nexø, lokaal bekend als Nexøbanen, was een lokaalspoorlijn tussen Rønne en Nexø met een spoorbreedte van 1 meter van het eiland Bornholm in Denemarken.

## Geschiedenis

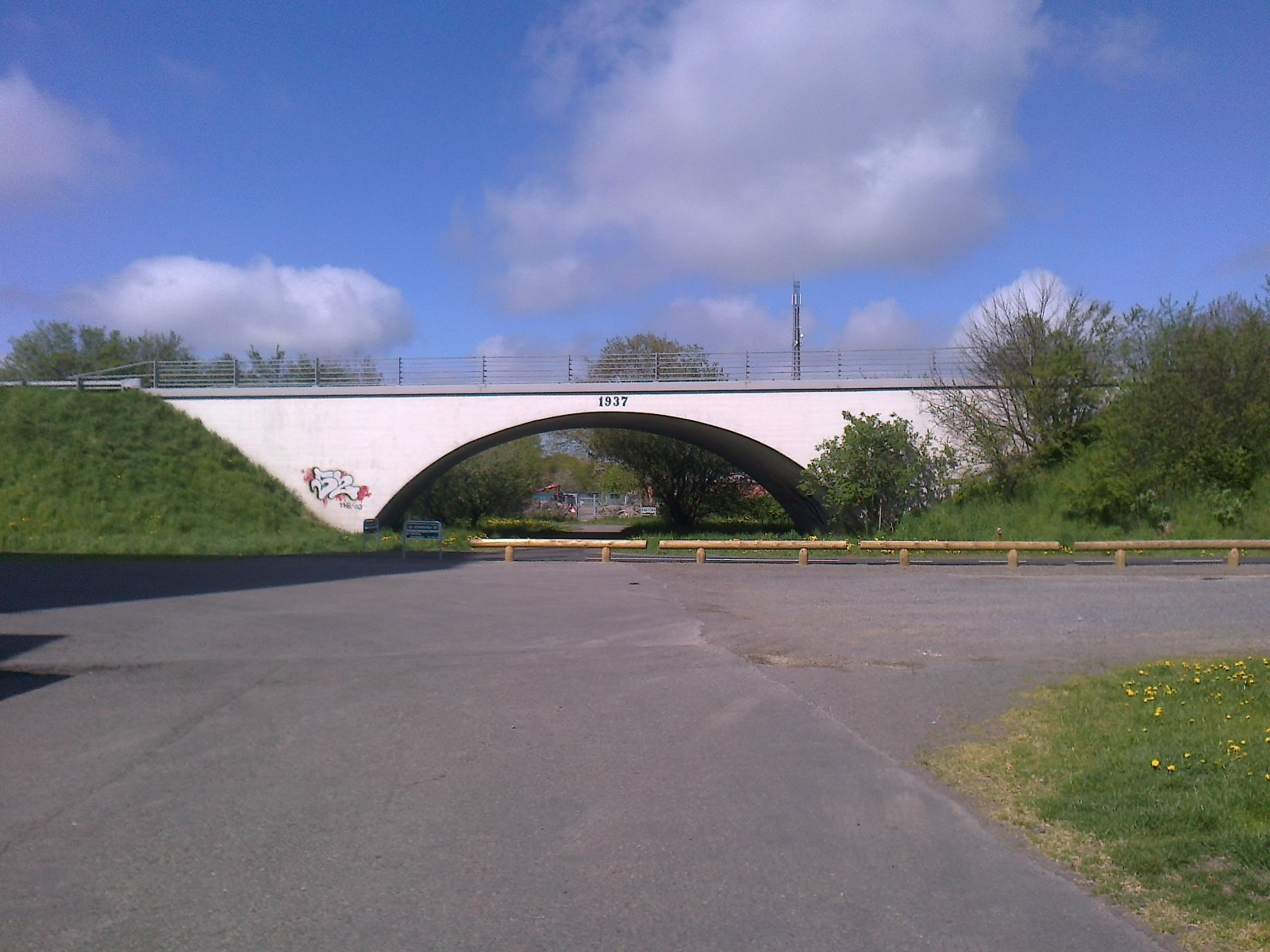
Viaduct ten oosten van Aakirkeby.

De eerste plannen voor een spoorweg op Bornholm ontstonden in 1875, maar het jaar erop werden ze al geannuleerd. In 1891 werden plannen uitgewerkt en voorbereidingen getroffen om de verbinding aan te leggen. De spoorlijn werd opgenomen in de spoorwegenwet van 1894 (nr. 12). De aanleg van de verbinding begon echter pas in 1899 onder leiding van ingenieur Joachim Fagerlund, die later de eerste operationeel directeur werd. Mathias Bidstrup was de architect voor Rønne Hovedbanegård terwijl de overige stations aan de ondernemer werden overgelaten.
Het spoor was in handen van Det bornholmske jernbaneselskab A/S (het latere Rønne Nexø Jernbane of R.N.J.). Het vervoer per spoor begon op 13 december 1900 met drie dagelijkse ritten in beide richtingen. De reis duurde toen iets minder dan twee uur (15 km/u). De zijlijn tussen Åkirkeby en Almindingen werd geopend op 16 mei 1901.
Na het samenvoegen van de drie Bornholmse spoorwegbedrijven in 1934 ging de exploitatie over naar De Bornholmske Jernbaner. De laatste officiële treinrit van Rønne naar Nexø vond plaats op 28 september 1968. Om kwart over twaalf 's nachts reed de trein terug naar de remise. Later werd de lijn opgebroken.

## Stations

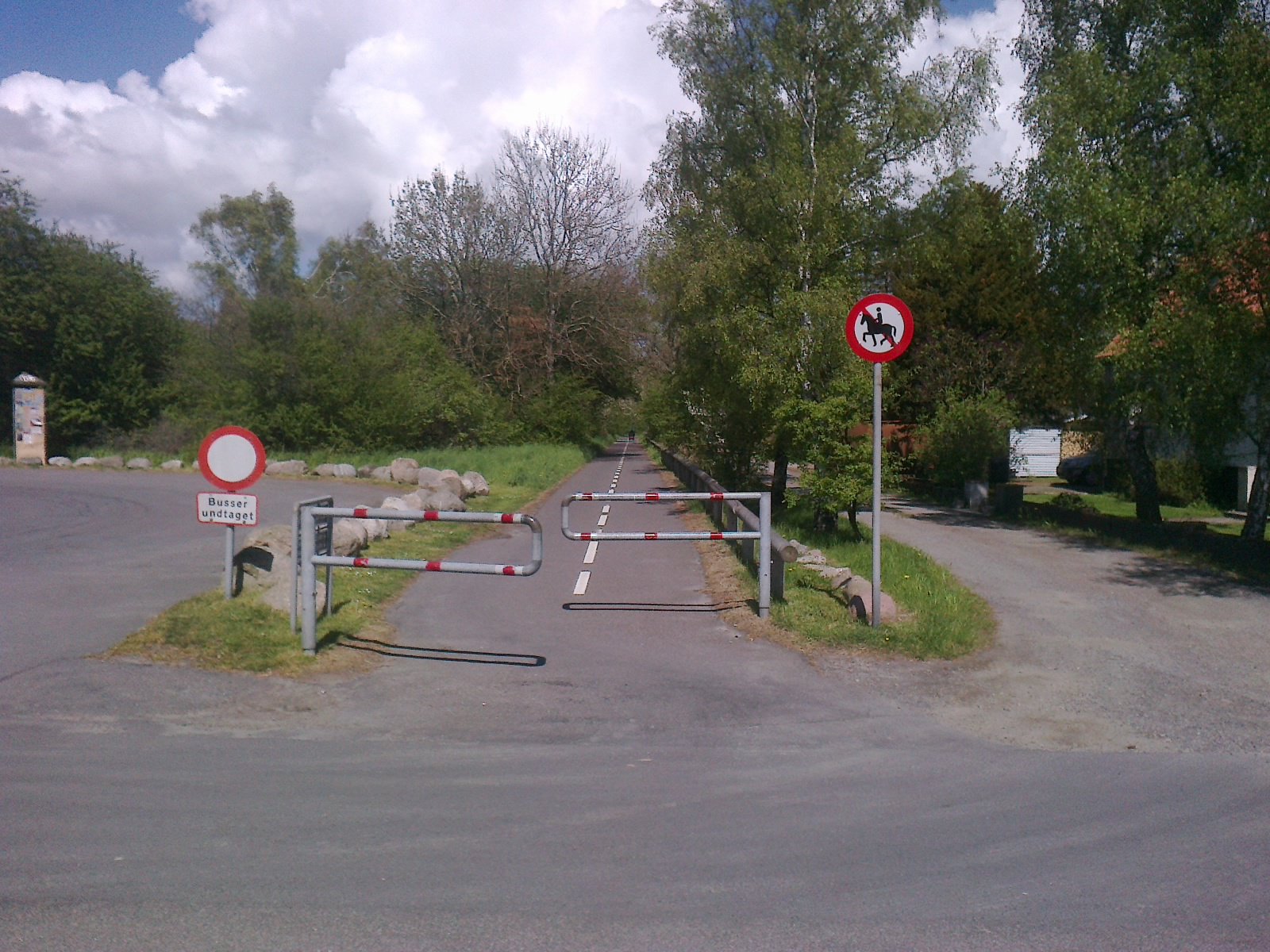
Hundsemyre trinbræt aan de boulevard van Balka Strand.

De meeste stations werden ontworpen door de Bornholmse architecten Mathias Bidstrup (MB) en Ove Funch-Espersen (OE). Later ontwierp Fagerlund (JF) een station en een aantal "stationsgebouwen" met wachtkamer en kaartverkoop. Het station in Sandvig heette een korte tijd Hammershus hoewel dit kasteel zich 2,4 km verderop bevindt. De stationsgebouwen zijn, op die van Nexø en Rønne N na, bewaard gebleven. Station Nexø werd in 1973 gesloopt. De stationsgebouwen zijn, op die van Nexø en Rønne N na, bewaard gebleven. Het gebouw uit Nexø werd in 1973 gesloopt.
Station Rønne H heeft na sluiting andere functies gehad, waaronder een toeristenbureau en een restaurant. Sinds 2016 is het een hotel-restaurant. Het station in Gudhjem is een museum, het station van Østerlars een deel van de lokale schoolgebouwen en andere stations zijn woonhuizen geworden.

### Bestaande stationsgebouwen
Achter de plaats van de stations wordt het adres vermeld, gevolgd door de initialen van de architect.

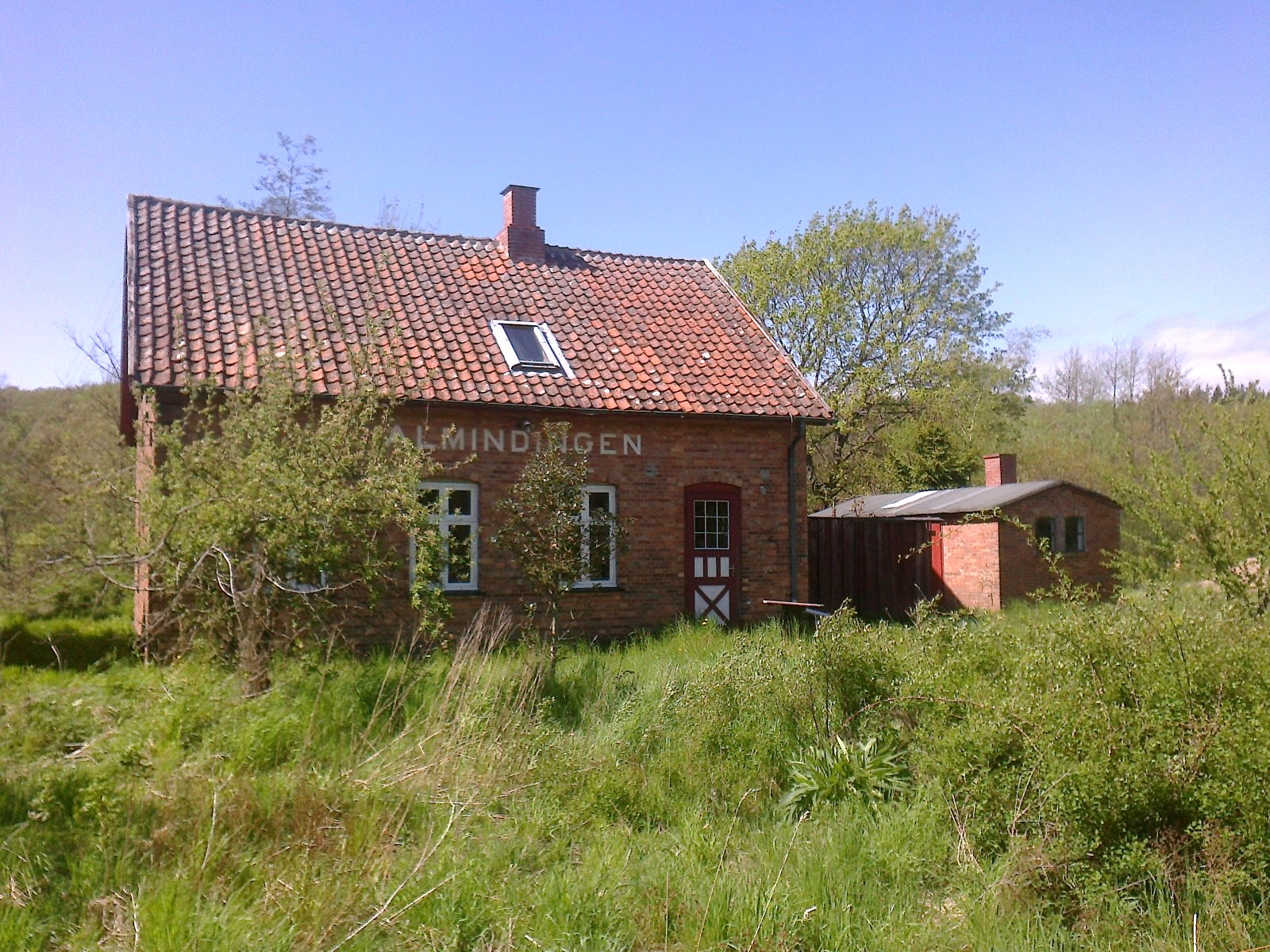
Almindingen: Ekkodalsvejen 3 (MB)
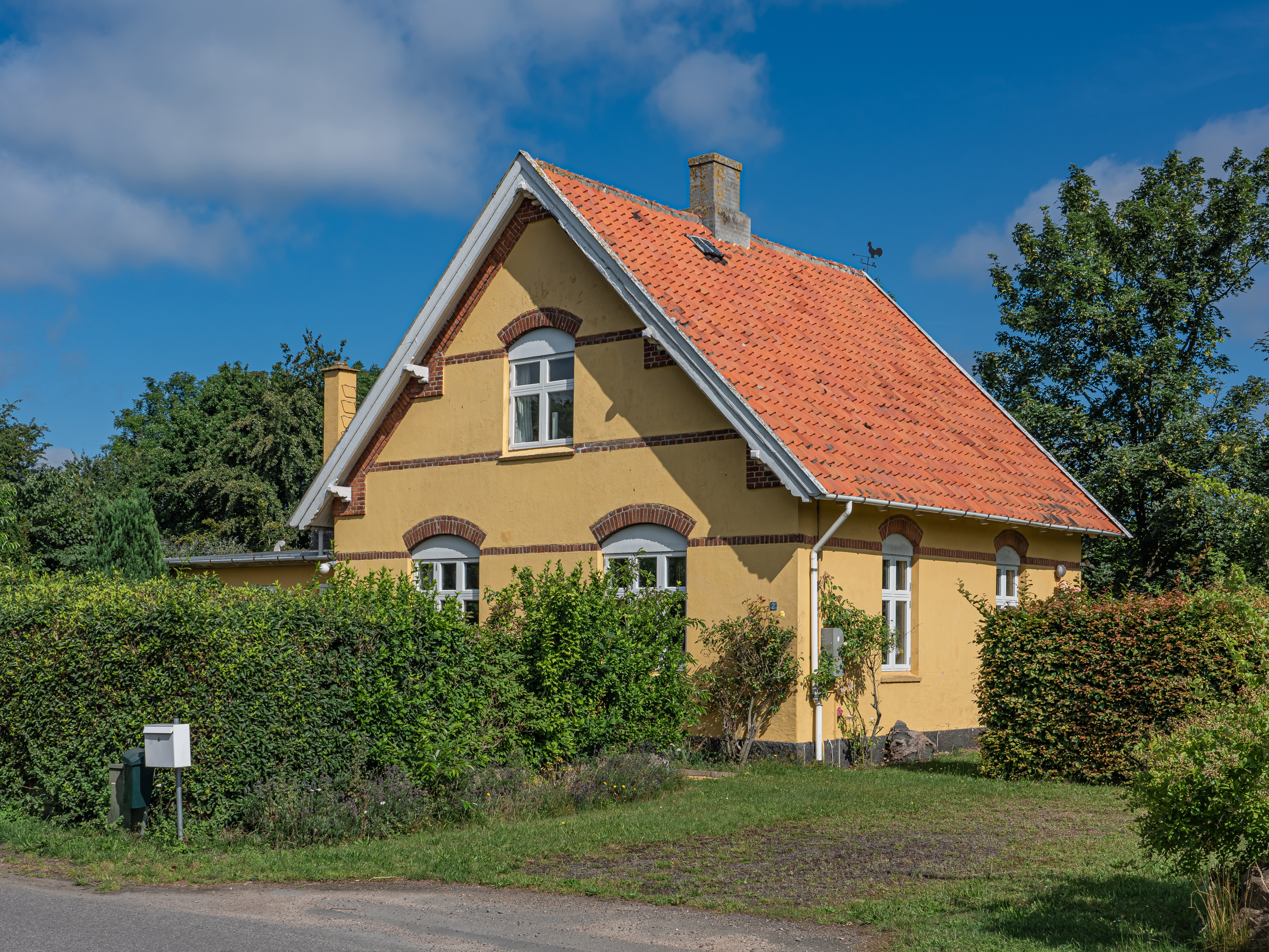
Balka: Birkevej 2 (JF)
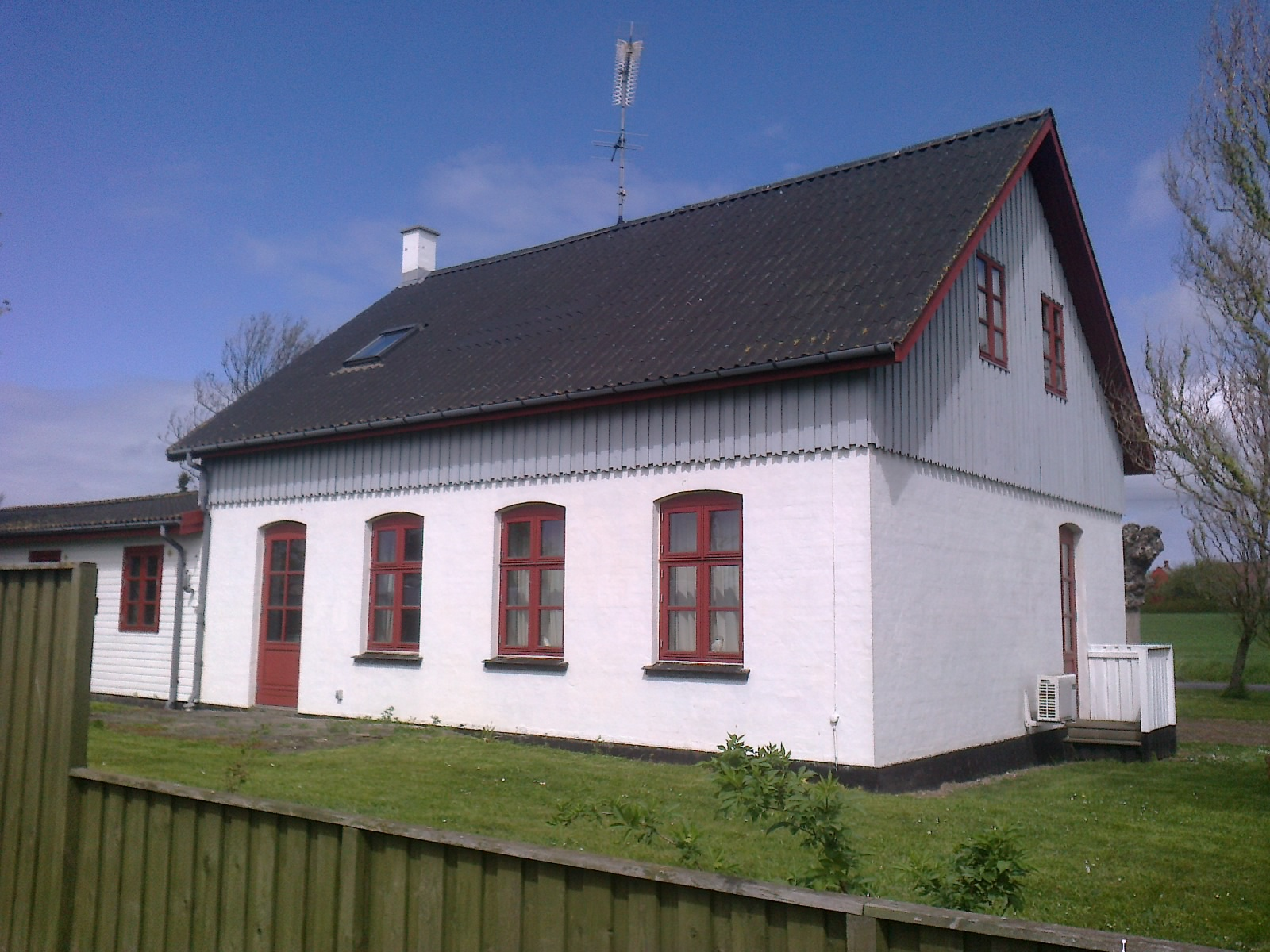
Bodilsker: Mejerigaden 5, Stenseby (MB)
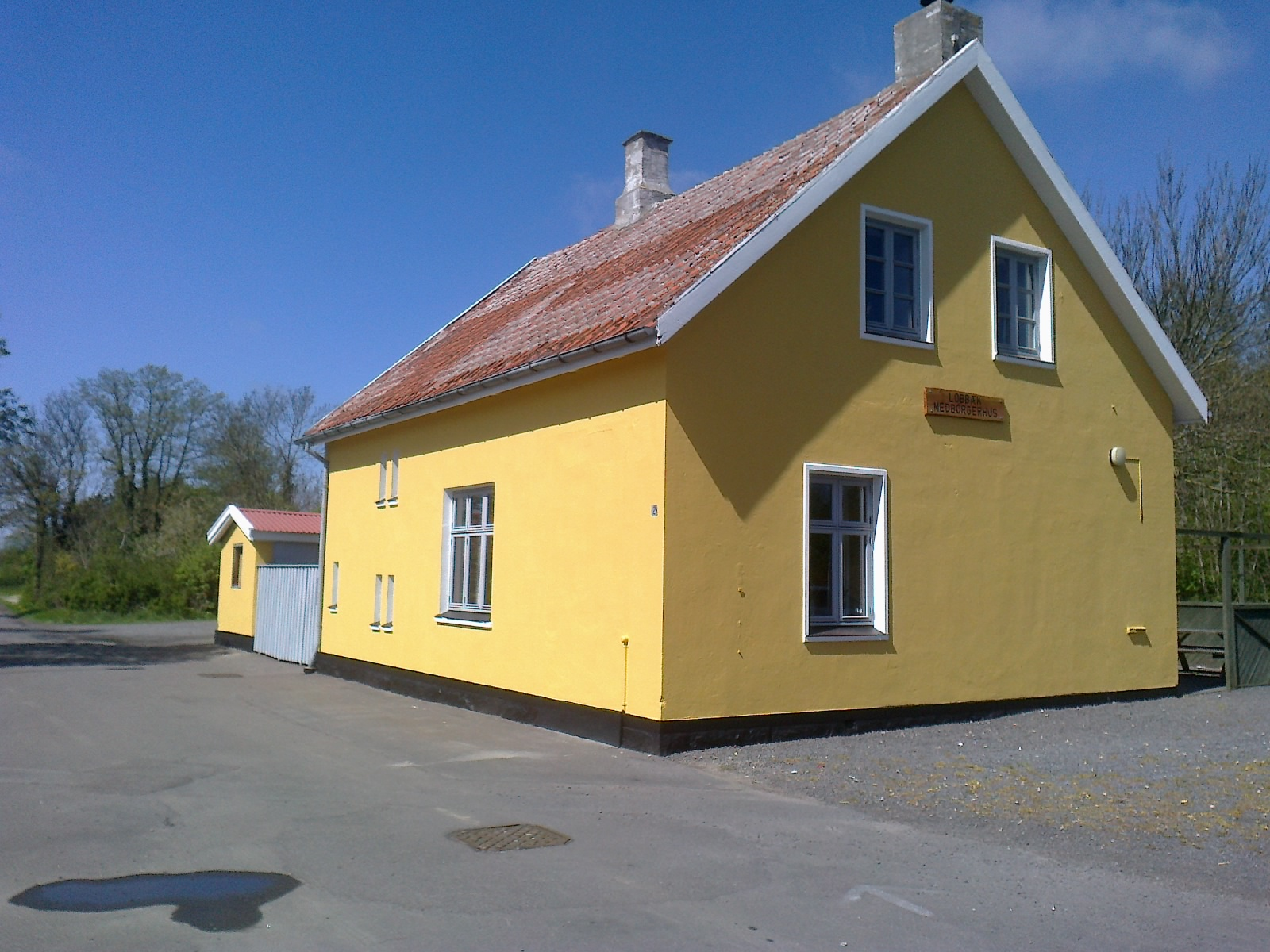
Lobbæk: Jernbanevej 2 (MB)
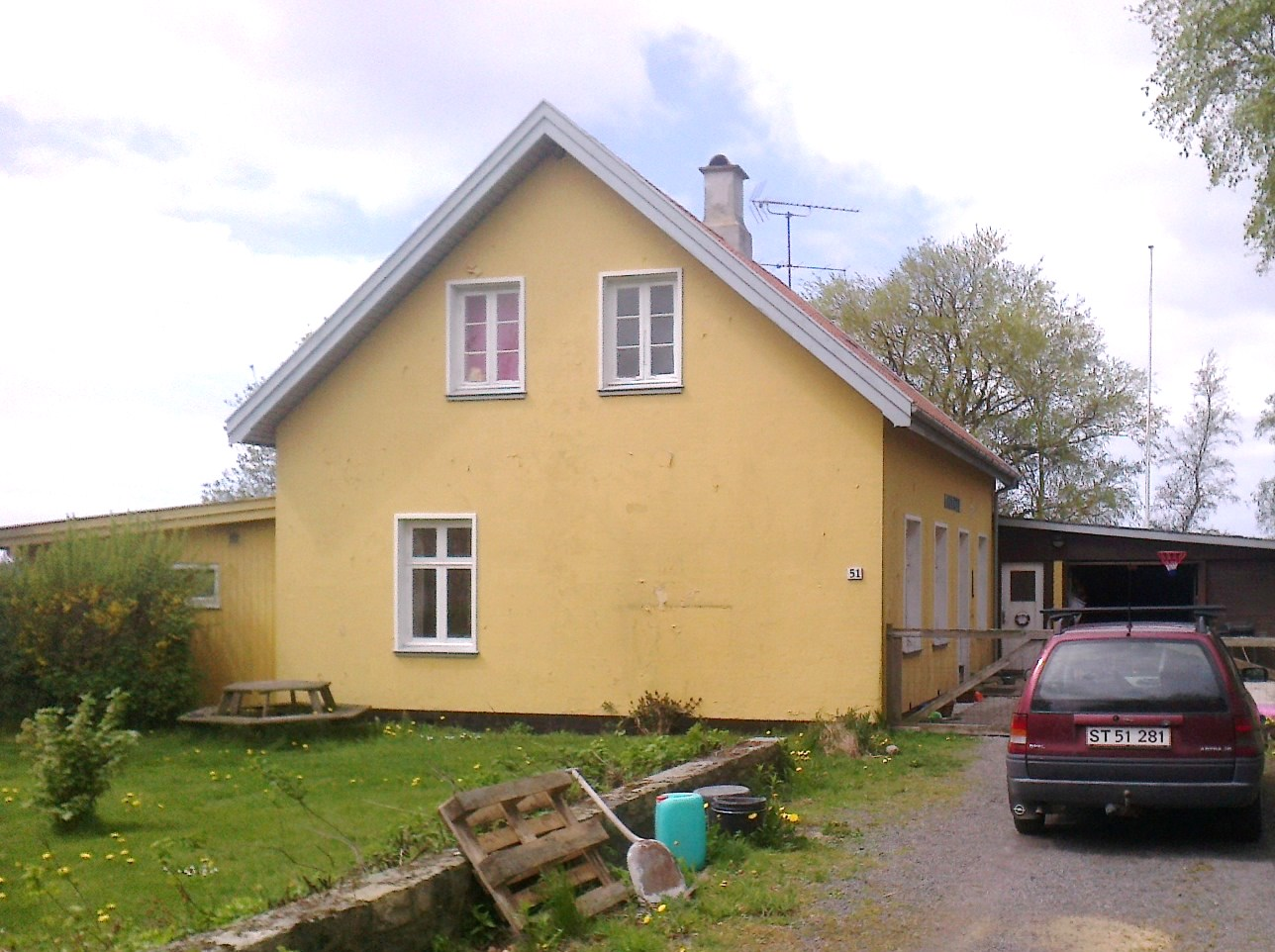
Pedersker: Pedersker Hovedgade 51 (MB)
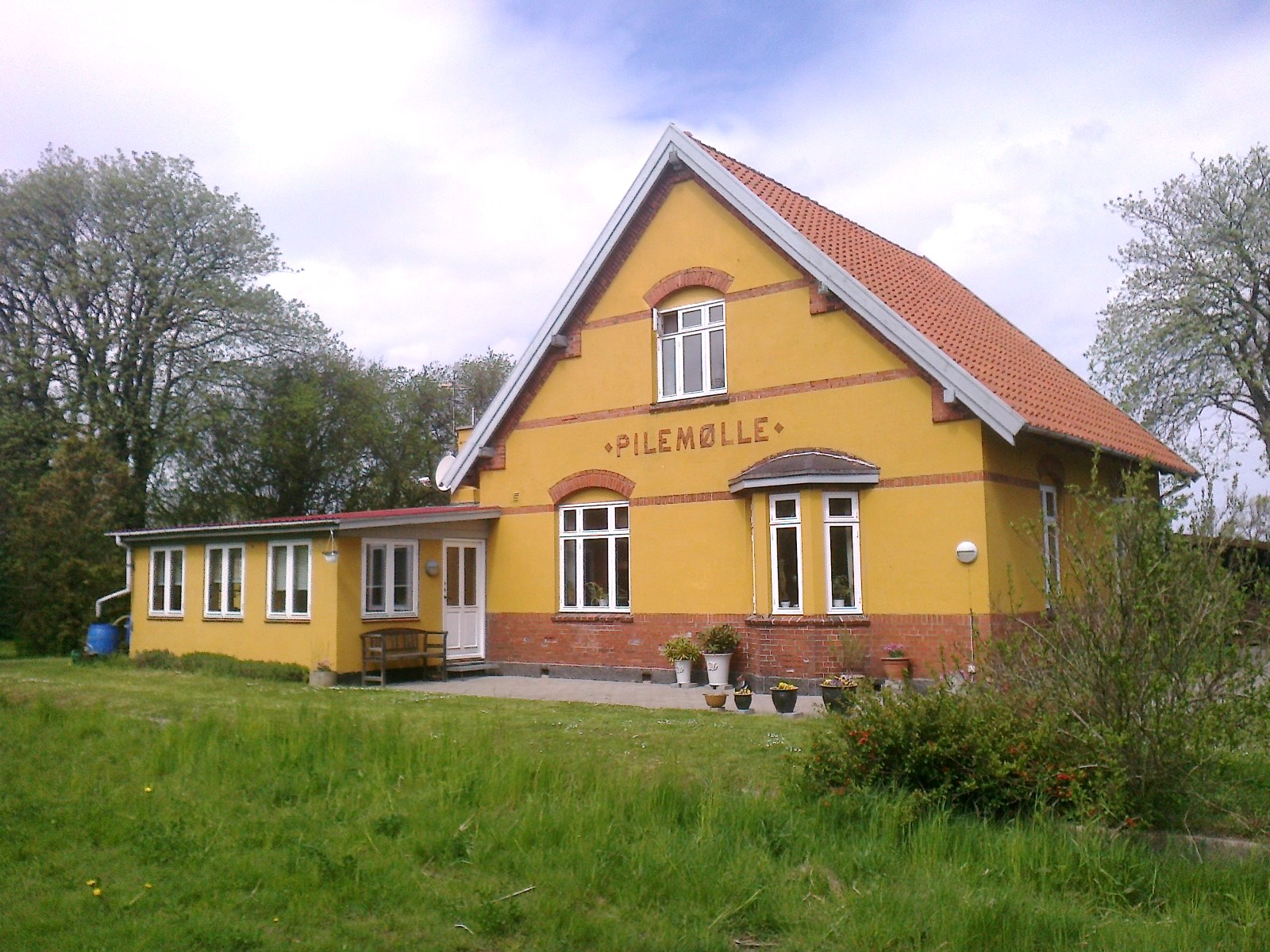
Pilemølle: Brandsgårdsvejen 9 (JF)
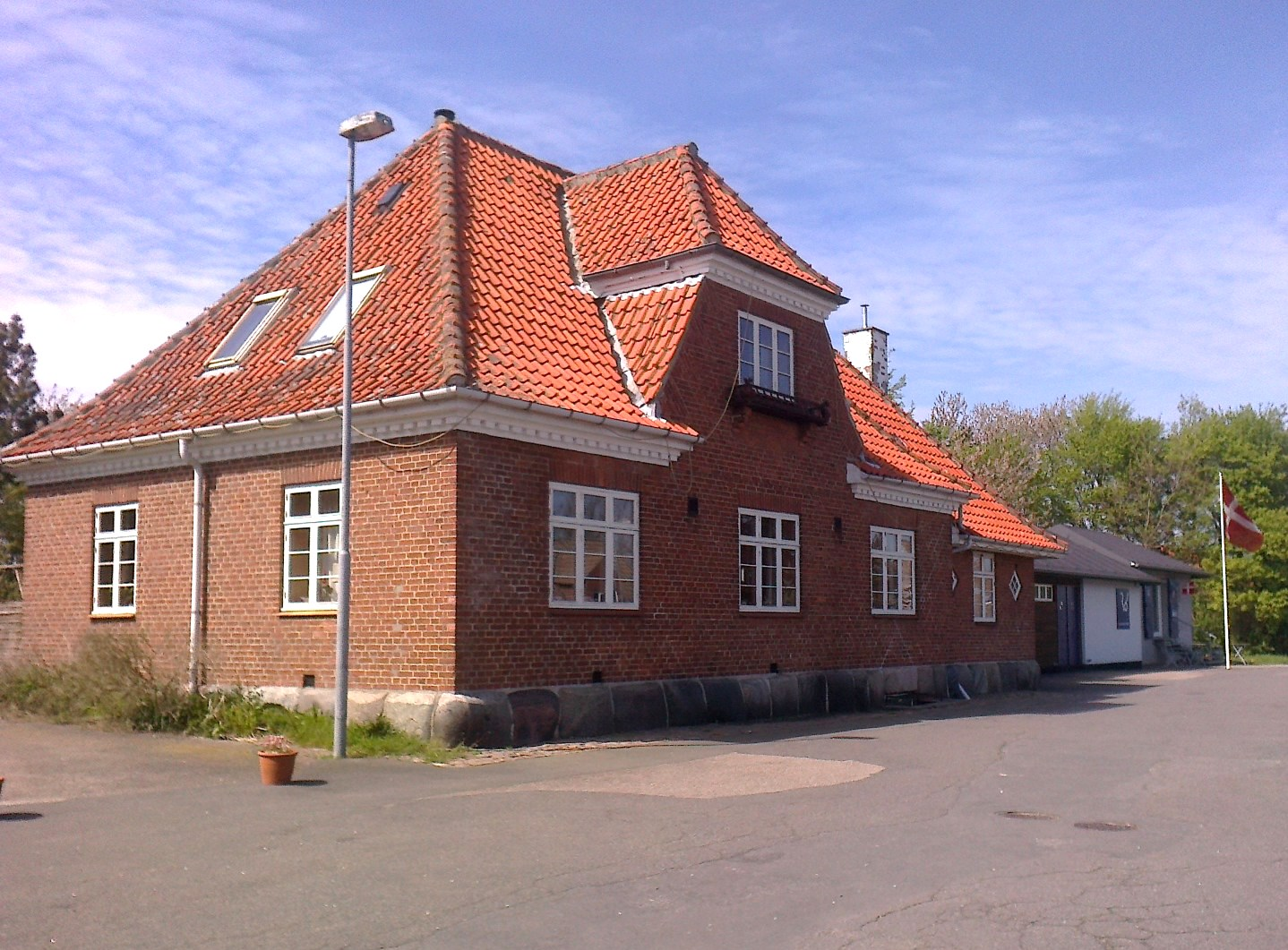
Rø: Rø Stationsvej 5 (OE)
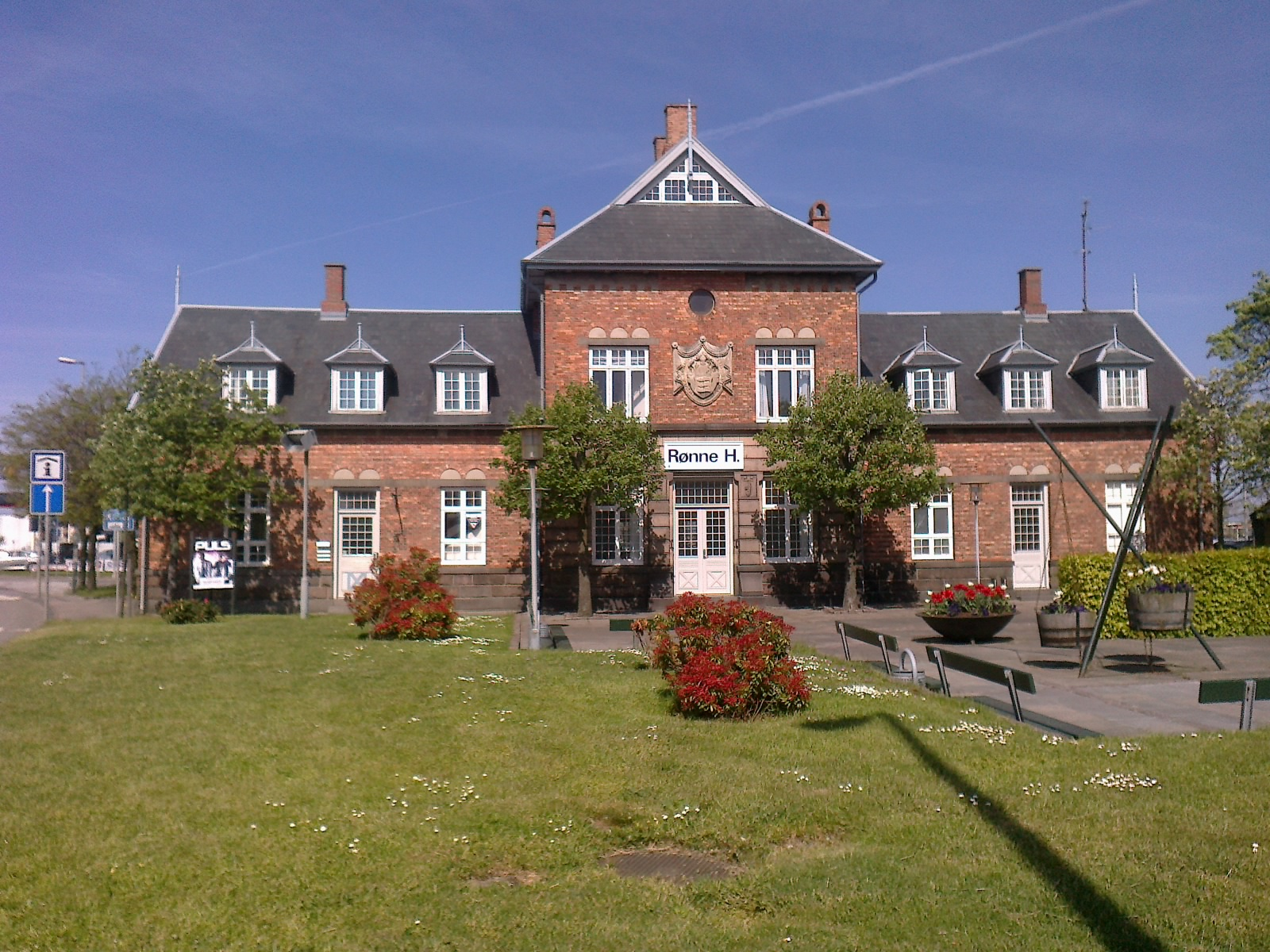
Rønne H: Munch Petersens Vej 3 (hotel-restaurant) (MB)
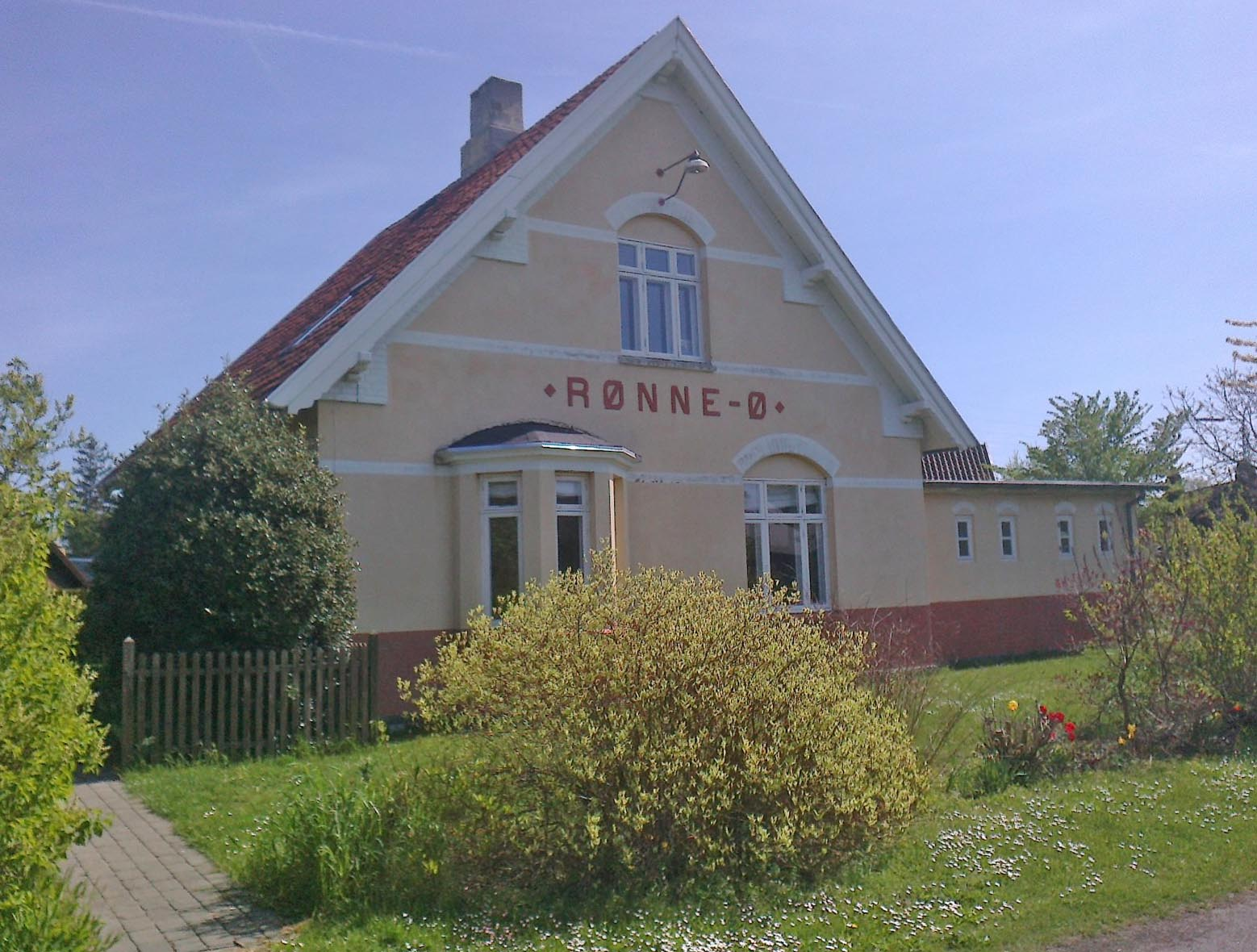
Rønne Ø: Grønvangen 16
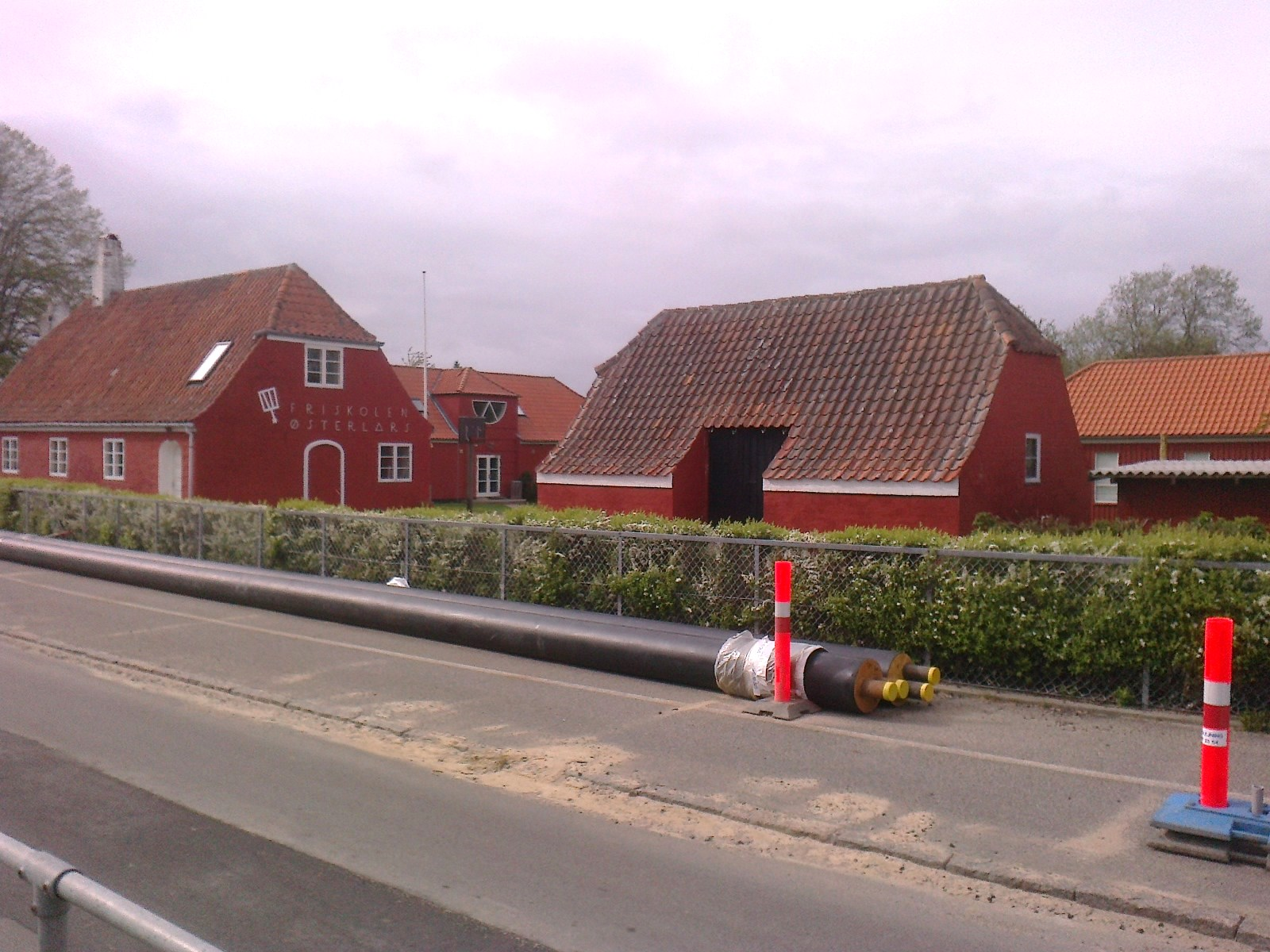
Østerlars: Nybrovej 42 (school)
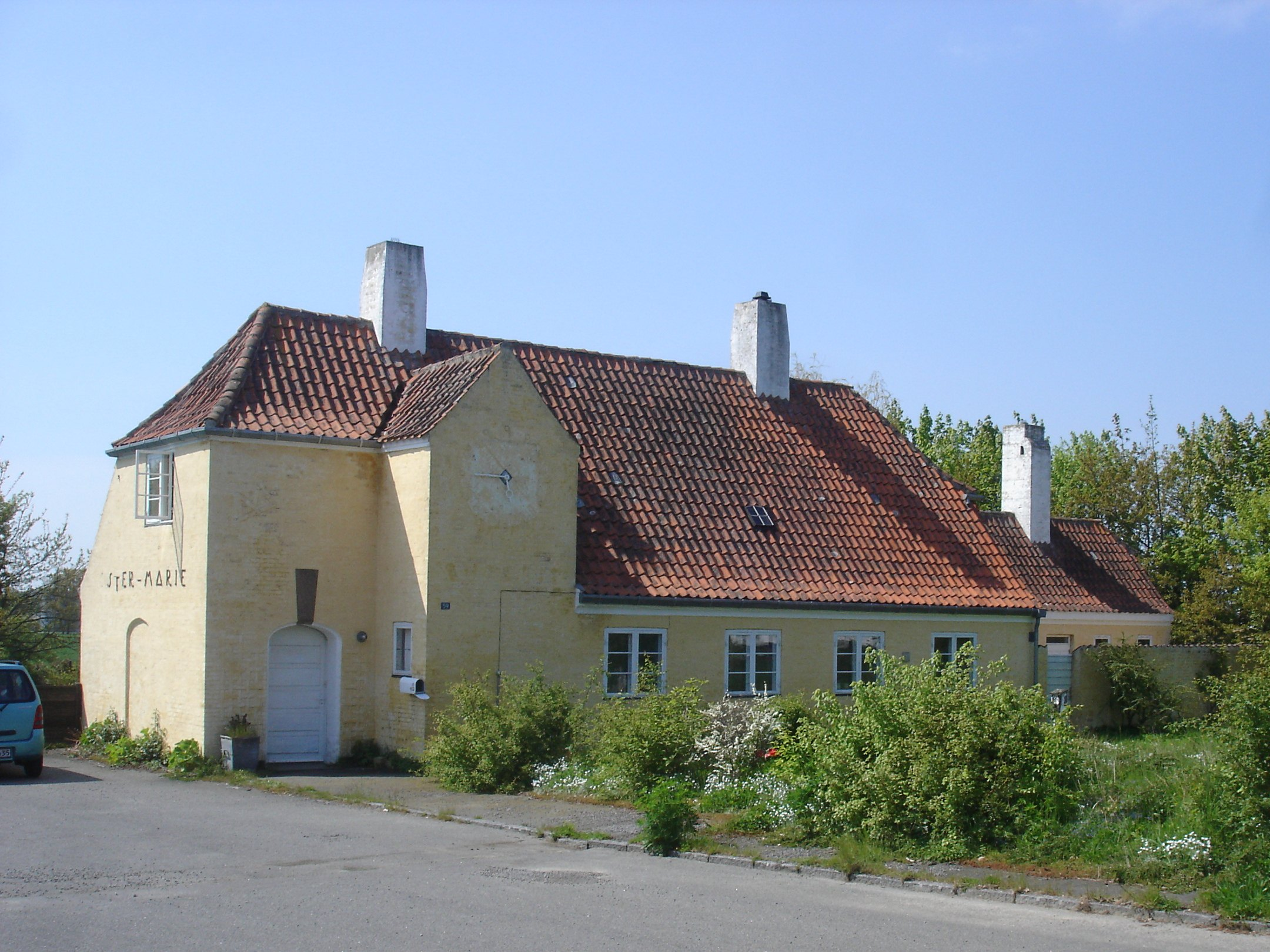
Østermarie: Godthåbsvej 59B
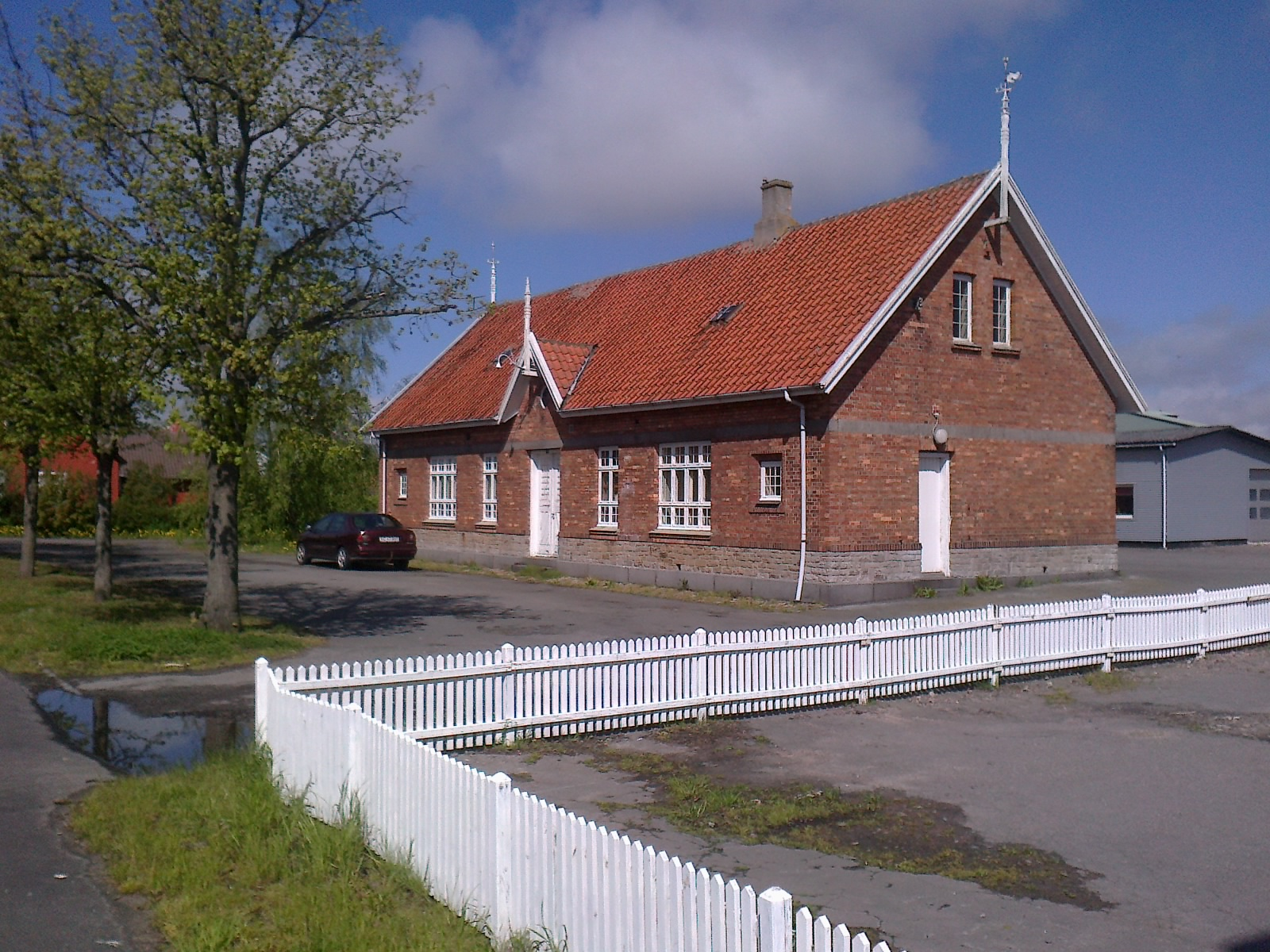
Aakirkeby: Birgersvej 9 B (MB)